# Window Shopper
«Window Shopper» — сингл американського репера 50 Cent із саундтреку фільму «Розбагатій або помри». Пісня як бонус-трек увійшла до видання студійого альбому The Massacre 2006 р. Окремок посів 20-ту сходинку Billboard Hot 100. На ранній передрелізній версії був нецензурований приспів, де згадувалися виконавці, з якими репер мав біфи (Джа Рул, Jadakiss, Fat Joe, Nas та The Game). Використаний семпл: «Burnin' and Lootin'» Боба Марлі.

## Відеокліп
У відео йде мова про те, як 50 Cent з друзями у Монако купляють речі за високими цінами (гамбургер за $400, Maserati MC12 за $1,5 млн.). Кліп було номіновано на 2006 MTV Video Music Awards у категорії «Найкраще реп-відео». Існує дві версії кліпу: одна містить кілька фраґментів із стрічки, інша — ні. Наприклад, відео починається тим, як Маркус дивиться на взуття крізь вітрину або ж як 50 Cent та Ma$e намагаються зрозуміти, що говорить франкомовний продавець взуття.

## Ремікси
Ремікс з участю Ma$e увійшов до мікстейпу G-Unit Radio part 16 та саундтреку відеогри 50 Cent: Bulletproof. Ремікс з участю Ma$e та Ллойд Бенкс — до мікстейпу Static Selektah & G-Unit Radio — The Empire Strikes Back.

## Пародії
- Лілі Аллен записала пародію під назвою «Nan, You're a Window Shopper», про свою бабусю. Версія цього треку потрапила до американського видання її студійного альбому Alright, Still.
- Репер Loon спародіював трек у дисі на Ma$e.

## Чартові позиції
| Чарт (2005)              | Найвища позиція |
| ------------------------ | --------------- |
| Австралія                | 13              |
| Австрія                  | 26              |
| Валлонія                 | 19              |
| Велика Британія          | 11              |
| Нідерланди               | 38              |
| Німеччина                | 20              |
| Нова Зеландія            | 8               |
| Норвегія                 | 8               |
| США                      | 20              |
| US Hot Rap Songs         | 9               |
| US Hot R&B/Hip-Hop Songs | 14              |
| US Pop 100               | 41              |
| Фландрія                 | 20              |
| Франція                  | 23              |
| Чехія                    | 29              |
| Швейцарія                | 7               |

### Річні чарти
| Чарт (2005)     | Найвища позиція |
| --------------- | --------------- |
| Велика Британія | 190             |
| Нідерланди      | 277             |

## Сертифікації
| Країна | Сертифікація |
| ------ | ------------ |
| США    | Золотий      |